# Premio Paolo VI
Il Premio Paolo VI è un riconoscimento internazionale nato nel 1979 per opera dell'Istituto Paolo VI di Brescia. Il premio è intitolato in onore di papa Paolo VI ed è talora conferito in Vaticano direttamente per mano del Sommo Pontefice. Il premio viene assegnato a persone o istituzioni "che, con i loro studi e le loro opere, hanno contribuito alla crescita del senso religioso nel mondo".

## Vincitori
- 1983: Hans Urs von Balthasar;
- 1988: Olivier Messiaen;
- 1993: Oscar Cullmann;
- 1997: Jean Vanier, fondatore della comunità L'Arche;
- 2003: Paul Ricœur, per la Fondazione John Bost, che dal 1848 si occupa di portatori di handicap, anziani e persone socialmente svantaggiate;
- 2008: redattori della collana editoriale Sources Chrétiennes
- 2013: Joseph Coutts[1];
- 2023: Sergio Mattarella[2]

Nell'elogio funebre in occasione del conferimento nel 2003, Papa Giovanni Paolo II disse:
(Giovanni Paolo II, 2003)